# Живородни бозайници
Живородните бозайници (Theria) е биологичен подклас на класа Бозайници, който включва всички видове, при които ембрионът се развива в тялото на майката и тя го ражда. Почти всички съвременни видове бозайници са живородни.
Името произлиза от старогръцката дума θηρίον (терион), „звяр“.

## Класификация
Подкласът е създаден за разграничаване от яйценосните бозайници, но не е приет единодушно от научната общност. Разделя се на инфракласовете Двуутробни Metatheria и Плацентни (Eutheria) бозайници, които според неприемащите нуждата от Theria са с ранг подклас. МакКена и Бел (McKenna & Bell, 1997) въвеждат редица нови рангове и класифицират Theria като надкохорта.